# Месје 49
Месје 49 (М49) је елиптична галаксија у сазвежђу Девица која се налази у Месјеовом каталогу објеката дубоког неба.
Деклинација објекта је + 8° 0' 0" а ректасцензија 12h 29m 46,7s. Привидна величина (магнитуда) објекта М49 износи 8,3 а фотографска магнитуда 9,3. Налази се на удаљености од 15,694 милиона парсека од Сунца. М49 је још познат и под ознакама NGC 4472, UGC 7629, MCG 1-32-83, ARP 134, VCC 1226, CGCG 42-134, PGC 41220.